# Abduktivno rezonovanje
Abduktivno rezonovanje (takođe se naziva abdukcija, abduktivno zaključivanje, ili retrodukcija) je oblik logičkog zaključivanja koji traži najjednostavniji i najverovatniji zaključak iz skupa opservacija. Formulisao ga je i unapredio američki filozof i logičar Čarls Sanders Pirs počev od druge polovine 19. veka.
Abduktivno rasuđivanje, za razliku od deduktivnog, donosi uverljiv zaključak, ali ga ne potvrđuje definitivno. Abduktivni zaključci ne eliminišu neizvesnost ili sumnju, što se izražava u terminima kao što su „najbolje dostupno“ ili „najverovatnije“. Dok induktivno rezonovanje donosi opšte zaključke koji se primenjuju na mnoge situacije, abduktivni zaključci su ograničeni na konkretna zapažanja o kojima je reč.
Tokom 1990-ih, kako je računarska moć rasla, oblasti prava, računarskih nauka i istraživanja veštačke inteligencije podstakle su obnovljeno interesovanje za temu abdukcije. Dijagnostički ekspertski sistemi često koriste abdukciju.

## Literatura
- Akaike, Hirotugu (1994), „Implications of informational point of view on the development of statistical science”,  Ур.: Bozdogan, H., Proceedings of the First US/JAPAN Conference on The Frontiers of Statistical Modeling: An Informational Approach—Volume 3, Kluwer Academic Publishers, стр. 27—38.
- Awbrey, Jon, and Awbrey, Susan (1995), "Interpretation as Action:  The Risk of Inquiry", Inquiry:  Critical Thinking Across the Disciplines, 15, 40–52. Eprint
- Cialdea Mayer, Marta and Pirri, Fiora (1993) „First order abduction via tableau and sequent calculi”. Logic Jnl IGPL. 1: 99—117. 1993. doi:10.1093/jigpal/1.1.99.; . Oxford Journals
- Cialdea Mayer, Marta and Pirri, Fiora (1995). „Propositional Abduction in Modal Logic”. Logic Jnl IGPL. 3: 907—919. 1995. doi:10.1093/jigpal/3.6.907.;  Oxford Journals
- Edwards, Paul (1967, eds.), "The Encyclopedia of Philosophy," Macmillan Publishing Co, Inc. & The Free Press, New York. Collier Macmillan Publishers, London.
- Eiter, T., and Gottlob, G. (1995), "The Complexity of Logic-Based Abduction, Journal of the ACM, 42.1, 3–42.
- Hanson, N. R. (1958). Patterns of Discovery: An Inquiry into the Conceptual Foundations of Science. Cambridge: Cambridge University Press. ISBN 978-0-521-09261-6..
- Harman, Gilbert (1965). „The Inference to the Best Explanation”. The Philosophical Review. 74 (1): 88—95. JSTOR 2183532. doi:10.2307/2183532.
- Josephson, John R., and Josephson, Susan G., ур. (1995). Abductive Inference:  Computation, Philosophy, Technology. Cambridge, UK: Cambridge University Press.
- Lipton, Peter. (2001). Inference to the Best Explanation. London: Routledge. ISBN 0-415-24202-9.
- Magnani, Lorenzo (2014), "Understanding abduction", Model-Based Reasoning in Science and Technology: Theoretical and Cognitive Issues (editor—Magnani L.) Springer, p. 173-205.
- McKaughan, Daniel J (2008). „From Ugly Duckling to Swan: C. S. Peirce, Abduction, and the Pursuit of Scientific Theories”. Transactions of the Charles S. Peirce Society. 44 (3): 446—468., v. .
- Menzies, T (1996). „Applications of Abduction: Knowledge-Level Modeling” (PDF). International Journal of Human-Computer Studies. 45 (3): 305—335. CiteSeerX 10.1.1.352.8159 . doi:10.1006/ijhc.1996.0054.
- Queiroz, Joao & Merrell, Floyd (guest eds.). (2005). "Abduction - between subjectivity and objectivity". (special issue on abductive inference) Semiotica 153 (1/4). .
- Santaella, Lucia (1997) "The Development of Peirce's Three Types of Reasoning: Abduction, Deduction, and Induction", 6th Congress of the IASS. Eprint.
- Sebeok, T. (1981) "You Know My Method". In Sebeok, T. "The Play of Musement". Indiana. Bloomington, IA.
- Yu, Chong Ho (1994), "Is There a Logic of Exploratory Data Analysis?", Annual Meeting of American Educational Research Association, New Orleans, LA, April, 1994. Website of Dr. Chong Ho (Alex) Yu

## Spoljašnje veze
- Douven, Igor. „Abduction”.  Ур.: Zalta, Edward N. Stanford Encyclopedia of Philosophy.
- Abduktivno rezonovanje на веб-сајту InPho
- Abduktivno rezonovanje на веб-сајту PhilPapers
- "Abductive Inference" (once there, scroll down), John R. Josephson, Laboratory for Artificial Intelligence Research, Ohio State University. (Former webpage via the Wayback Machine.)
- "Deduction, Induction, and Abduction", Chapter 3 in article "Charles Sanders Peirce" by Robert W. Burch, 2001 and 2006, in the Stanford Encyclopedia of Philosophy.
- "Abduction", links to articles and websites on abductive inference, Martin Ryder.
- International Research Group on Abductive Inference, Uwe Wirth and Alexander Roesler, eds. Uses frames. Click on link at bottom of its home page for English. Wirth moved to U. of Gießen, Germany, and set up Abduktionsforschung, home page not in English but see Artikel section there. Abduktionsforschung home page via Google translation.
- "'You Know My Method': A Juxtaposition of Charles S. Peirce and Sherlock Holmes" (1981), by Thomas Sebeok with Jean Umiker-Sebeok, from The Play of Musement, Thomas Sebeok, Bloomington, Indiana: Indiana University Press, pp. 17–52.
- Commens Dictionary of Peirce's Terms, Mats Bergman and Sami Paavola, editors, Helsinki U. Peirce's own definitions, often many per term across the decades. There, see "Hypothesis [as a form of reasoning]", "Abduction", "Retroduction", and "Presumption [as a form of reasoning]".
- "Touching Reality", a critique of abductive reasoning in the context of cosmology.